# Arapuá
Arapuá är en kommun i Brasilien.   Den ligger i delstaten Minas Gerais, i den sydöstra delen av landet, 400 km sydost om huvudstaden Brasília. Antalet invånare är 2 772.
Omgivningarna runt Arapuá är huvudsakligen savann. Runt Arapuá är det glesbefolkat, med 11 invånare per kvadratkilometer.